# Eoanthidium adentatum
Eoanthidium adentatum är en biart som beskrevs av gupta, Simlote och > 1993. Eoanthidium adentatum ingår i släktet Eoanthidium och familjen buksamlarbin. Inga underarter finns listade i Catalogue of Life.